# Challenge League 2014-2015
La Challenge League 2014-2015 è stata la 118ª edizione del campionato svizzero di calcio di Challenge League (seconda divisione).
La 1ª giornata di campionato è stata giocata il 19 luglio 2014; la 36ª ed ultima giornata è stata giocata il 30 maggio 2015.
Le squadre partecipanti sono 10.

## Squadre partecipanti
| Club       | Stagione | Città                | Stadio                         | Stagione precedente         |
| ---------- | -------- | -------------------- | ------------------------------ | --------------------------- |
| Bienne     | dettagli | Bienne               | Gurzelen                       | 7º in Challenge League      |
| Chiasso    | dettagli | Chiasso              | Stadio comunale Riva IV        | 8º in Challenge League      |
| Le Mont    | dettagli | Le Mont-sur-Lausanne | Stadio Sous-Ville (Baulmes)    | 1º in Prima Lega Promozione |
| Losanna    | dettagli | Losanna              | Stade Olympique de la Pontaise | 10º in Super League         |
| Lugano     | dettagli | Lugano               | Stadio di Cornaredo            | 2º in Challenge League      |
| Sciaffusa  | dettagli | Sciaffusa            | Stadion Breite                 | 4º in Challenge League      |
| Servette   | dettagli | Ginevra              | Stade de Genève                | 5º in Challenge League      |
| Wil        | dettagli | Wil                  | IGP Arena                      | 3º in Challenge League      |
| Winterthur | dettagli | Winterthur           | Stadion Schützenwiese          | 6º in Challenge League      |
| Wohlen     | dettagli | Wohlen               | Stadion Niedermatten           | 9º in Challenge League      |

## Allenatori e primatisti
| Squadra    | Allenatore                                                                                      | Giocatore più presente (tra parentesi il numero delle presenze) | Capocannoniere (tra parentesi il numero dei gol segnati) |
| ---------- | ----------------------------------------------------------------------------------------------- | --------------------------------------------------------------- | -------------------------------------------------------- |
| Bienna     | Hans-Peter Zaugg (1ª-7ª) Jean-Michel Aeby (8ª-32ª) Patrick Rahmen (33ª-36ª)                     | Mirko Salvi (35)                                                | Norman Peyretti (6)                                      |
| Chiasso    | Gianluca Zambrotta (1ª-26ª) Marco Schällibaum (27ª-36ª)                                         | Dragan Mihajlović (33)                                          | Alberto Regazzoni (8)                                    |
| Le Mont    | Claude Gross                                                                                    | Florian Berisha (35)                                            | Orhan Mustafi (8)                                        |
| Losanna    | Francesco Gabriele (1ª-11ª) Marco Simone (12ª-20ª, 22ª-25ª) Fabio Celestini (21ª, 26ª-36ª)      | David Marazzi (32)                                              | Cristian Florin Ianu (13)                                |
| Lugano     | Livio Bordoli                                                                                   | Francesco Russo (36)                                            | Marko Bašić (11)                                         |
| Sciaffusa  | Maurizio Jacobacci                                                                              | Ezgjan Alioski (35) André Luís Neitzke (35)                     | Igor Tadić (19)                                          |
| Servette   | Kevin Cooper                                                                                    | Alexandre Pasche (34) Anthony Sauthier (34)                     | Johan Vonlanthen (10)                                    |
| Wil        | Axel Thoma (1ª-11ª) Neno Kuruzovic (12ª-14ª) Francesco Gabriele (15ª-34ª) Erdal Keser (35ª-36ª) | Gjelbrim Tahipi (35) Marko Muslin (35)                          | Samir Fazli (10)                                         |
| Winterthur | Jürgen Seeberger                                                                                | Paiva (35)                                                      | Patrick Bengondo (16)                                    |
| Wohlen     | Ciriaco Sforza                                                                                  | Mario Bühler (33) Simone Rapp (33)                              | Simone Rapp (12)                                         |

## Classifica finale
|  | Pos. | Squadra    | Pt | G  | V  | N  | P  | GF | GS | DR  |
|  | ---- | ---------- | -- | -- | -- | -- | -- | -- | -- | --- |
|  | 1.   | Lugano     | 74 | 36 | 22 | 8  | 6  | 64 | 31 | +33 |
|  | 2.   | Servette   | 67 | 36 | 20 | 7  | 9  | 51 | 40 | +11 |
|  | 3.   | Wohlen     | 64 | 36 | 20 | 4  | 12 | 57 | 43 | +14 |
|  | 4.   | Winterthur | 53 | 36 | 15 | 8  | 13 | 65 | 49 | +16 |
|  | 5.   | Sciaffusa  | 47 | 36 | 13 | 8  | 15 | 55 | 54 | +1  |
|  | 6.   | Losanna    | 44 | 36 | 12 | 7  | 16 | 47 | 57 | -10 |
|  | 7.   | Le Mont    | 39 | 36 | 10 | 9  | 17 | 39 | 56 | -17 |
|  | 8.   | Chiasso    | 39 | 36 | 9  | 12 | 15 | 30 | 49 | -19 |
|  | 9.   | Wil        | 37 | 36 | 9  | 10 | 17 | 47 | 63 | -16 |
|  | 10.  | Bienne     | 33 | 36 | 7  | 12 | 17 | 39 | 52 | -13 |

Legenda:
      Promossa in Super League 2015-2016.
      Retrocessa in Promotion League 2015-2016.
Regolamento:
Tre punti a vittoria, uno a pareggio, zero a sconfitta.
In caso di arrivo di due o più squadre a pari punti, la graduatoria finale verrà stilata secondo la classifica avulsa tra le squadre interessate che prevede, in ordine, i seguenti criteri:
- Punti negli scontri diretti
- Differenza reti negli scontri diretti
- Differenza reti generale
- Reti realizzate in generale
- Sorteggio

## Risultati

### Prima fase
|            | BIE  | CHI  | LE   | LOS  | LUG  | SCI  | SER  | WIL  | WIN  | WOH  |
| ---------- | ---- | ---- | ---- | ---- | ---- | ---- | ---- | ---- | ---- | ---- |
| Bienna     | –––– | 0-1  | 1-0  | 0-1  | 0-1  | 1-2  | 0-1  | 4-1  | 2-2  | 2-2  |
| Chiasso    | 2-2  | –––– | 1-1  | 4-1  | 1-0  | 1-3  | 0-1  | 0-2  | 1-1  | 0-1  |
| Le Mont    | 1-0  | 0-1  | –––– | 1-1  | 0-0  | 1-4  | 0-1  | 2-2  | 3-2  | 0-2  |
| Losanna    | 4-2  | 2-0  | 1-1  | –––– | 1-1  | 1-2  | 1-3  | 1-0  | 2-1  | 0-1  |
| Lugano     | 2-1  | 5-1  | 3-1  | 2-1  | –––– | 5-2  | 2-0  | 1-1  | 2-1  | 1-2  |
| Sciaffusa  | 0-0  | 4-0  | 1-2  | 2-2  | 0-0  | –––– | 0-1  | 0-3  | 1-4  | 0-1  |
| Servette   | 2-1  | 3-1  | 2-0  | 2-1  | 1-1  | 1-1  | –––– | 1-2  | 0-0  | 1-0  |
| Wil        | 0-0  | 2-3  | 4-2  | 0-1  | 1-2  | 5-2  | 1-0  | –––– | 0-3  | 2-4  |
| Winterthur | 4-3  | 1-0  | 2-0  | 0-1  | 0-0  | 3-2  | 4-2  | 4-0  | –––– | 0-2  |
| Wohlen     | 4-0  | 0-0  | 0-0  | 1-3  | 0-2  | 2-2  | 4-2  | 2-1  | 1-0  | –––– |

### Seconda fase
|            | BIE  | CHI  | LE   | LOS  | LUG  | SCI  | SER  | WIL  | WIN  | WOH  |
| ---------- | ---- | ---- | ---- | ---- | ---- | ---- | ---- | ---- | ---- | ---- |
| Bienna     | –––– | 1-2  | 0-2  | 1-0  | 0-2  | 0-0  | 0-1  | 0-0  | 4-1  | 2-1  |
| Chiasso    | 0-2  | –––– | 0-3  | 1-1  | 1-2  | 0-0  | 1-1  | 1-1  | 0-0  | 2-0  |
| Le Mont    | 1-1  | 0-1  | –––– | 2-1  | 3-2  | 0-3  | 2-2  | 4-0  | 1-3  | 0-4  |
| Losanna    | 2-2  | 1-1  | 1-0  | –––– | 0-1  | 0-4  | 0-1  | 3-1  | 1-1  | 0-1  |
| Lugano     | 1-1  | 4-1  | 3-0  | 2-1  | –––– | 2-1  | 2-0  | 0-0  | 3-0  | 2-3  |
| Sciaffusa  | 1-0  | 3-1  | 1-1  | 0-3  | 0-1  | –––– | 1-2  | 0-1  | 3-2  | 1-2  |
| Servette   | 1-1  | 1-0  | 1-2  | 4-2  | 2-0  | 1-2  | –––– | 2-1  | 2-1  | 3-1  |
| Wil        | 1-1  | 0-0  | 3-1  | 4-0  | 2-5  | 3-4  | 0-0  | –––– | 2-2  | 0-2  |
| Winterthur | 5-2  | 0-0  | 2-1  | 4-1  | 0-1  | 2-1  | 4-0  | 4-1  | –––– | 1-2  |
| Wohlen     | 1-2  | 0-1  | 0-1  | 4-5  | 2-1  | 0-2  | 1-3  | 2-0  | 2-1  | –––– |

## Statistiche

### Squadre

#### Capoliste solitarie
|    | ——     | ——     | ——     | ——     | ——     | ——     | ——     | ——     | ——     | ——     | ——     | ——     | ——     | ——     | ——     | ——     | ——     | ——     | ——     | ——     | ——     | ——     | ——  | ——    | ——    | ——    | ——     | ——     | ——     | ——       | ——     | ——     | ——     | ——     | ——     | —— |  |
|    | Wohlen | Wohlen | Wohlen | Wohlen | Wohlen | Wohlen | Wohlen | Wohlen | Wohlen | Wohlen | Wohlen | Wohlen | Wohlen | Wohlen | Lugano | Wohlen | Wohlen | Wohlen | Wohlen | Wohlen | Wohlen | Wohlen |     | Serv. | Wohl. | Serv. | Lugano | Lugano | Lugano | Servette | Lugano | Lugano | Lugano | Lugano | Lugano |    |  |
|    |        |        |        |        |        |        |        |        |        |        |        |        |        |        |        |        |        |        |        |        |        |        |     |       |       |       |        |        |        |          |        |        |        |        |        |    |  |
|    |        |        |        |        |        |        |        |        |        |        |        |        |        |        |        |        |        |        |        |        |        |        |     |       |       |       |        |        |        |          |        |        |        |        |        |    |  |
| 1ª | 2ª     | 3ª     | 4ª     | 5ª     | 6ª     | 7ª     | 8ª     | 9ª     | 10ª    | 11ª    | 12ª    | 13ª    | 14ª    | 15ª    | 16ª    | 17ª    | 18ª    | 19ª    | 20ª    | 21ª    | 22ª    | 23ª    | 24ª | 25ª   | 26ª   | 27ª   | 28ª    | 29ª    | 30ª    | 31ª      | 32ª    | 33ª    | 34ª    | 35ª    | 36ª    |    |  |

#### Classifica in divenire
|            | 1ª | 2ª | 3ª | 4ª | 5ª | 6ª | 7ª | 8ª | 9ª | 10ª | 11ª | 12ª | 13ª | 14ª | 15ª | 16ª | 17ª | 18ª | 19ª | 20ª | 21ª | 22ª | 23ª | 24ª | 25ª | 26ª | 27ª | 28ª | 29ª | 30ª | 31ª | 32ª | 33ª | 34ª | 35ª | 36ª |
| ---------- | -- | -- | -- | -- | -- | -- | -- | -- | -- | --- | --- | --- | --- | --- | --- | --- | --- | --- | --- | --- | --- | --- | --- | --- | --- | --- | --- | --- | --- | --- | --- | --- | --- | --- | --- | --- |
| Bienna     | 0  | 0  | 1  | 1  | 2  | 2  | 2  | 3  | 3  | 3   | 3   | 6   | 6   | 6   | 9   | 10  | 11  | 11  | 12  | 15  | 18  | 21  | 22  | 25  | 25  | 26  | 27  | 28  | 29  | 29  | 29  | 29  | 30  | 33  | 33  | 33  |
| Chiasso    | 1  | 4  | 4  | 4  | 4  | 7  | 8  | 8  | 8  | 11  | 12  | 12  | 15  | 15  | 15  | 16  | 19  | 19  | 19  | 20  | 20  | 20  | 21  | 21  | 24  | 24  | 25  | 26  | 27  | 28  | 31  | 34  | 35  | 35  | 36  | 39  |
| Losanna    | 1  | 4  | 5  | 6  | 9  | 9  | 12 | 12 | 15 | 15  | 15  | 18  | 19  | 22  | 22  | 25  | 25  | 28  | 28  | 29  | 32  | 32  | 32  | 32  | 32  | 35  | 35  | 36  | 36  | 37  | 40  | 43  | 43  | 43  | 44  | 44  |
| Le Mont    | 1  | 1  | 2  | 3  | 3  | 6  | 6  | 6  | 7  | 7   | 7   | 10  | 11  | 14  | 14  | 15  | 15  | 15  | 15  | 15  | 15  | 15  | 15  | 16  | 19  | 22  | 22  | 25  | 26  | 29  | 32  | 32  | 33  | 36  | 39  | 39  |
| Lugano     | 1  | 4  | 4  | 5  | 8  | 8  | 9  | 10 | 13 | 16  | 19  | 22  | 25  | 26  | 29  | 32  | 33  | 36  | 37  | 37  | 37  | 38  | 41  | 44  | 47  | 50  | 53  | 56  | 59  | 62  | 62  | 65  | 68  | 71  | 74  | 74  |
| Sciaffusa  | 0  | 3  | 4  | 5  | 5  | 5  | 5  | 8  | 8  | 11  | 14  | 17  | 17  | 17  | 18  | 19  | 20  | 20  | 23  | 26  | 26  | 26  | 27  | 27  | 30  | 30  | 33  | 36  | 36  | 36  | 36  | 39  | 40  | 43  | 44  | 47  |
| Wil        | 0  | 0  | 3  | 3  | 6  | 9  | 10 | 11 | 14 | 14  | 14  | 14  | 14  | 14  | 14  | 15  | 18  | 21  | 21  | 24  | 25  | 26  | 27  | 30  | 31  | 31  | 32  | 32  | 33  | 33  | 33  | 33  | 34  | 34  | 34  | 37  |
| Winterthur | 3  | 3  | 6  | 9  | 10 | 10 | 13 | 16 | 16 | 19  | 20  | 20  | 23  | 24  | 27  | 27  | 28  | 28  | 31  | 31  | 32  | 35  | 35  | 38  | 38  | 38  | 39  | 39  | 39  | 39  | 42  | 45  | 46  | 49  | 50  | 53  |
| Wohlen     | 3  | 6  | 9  | 12 | 13 | 16 | 17 | 20 | 21 | 24  | 27  | 27  | 27  | 30  | 31  | 31  | 34  | 37  | 40  | 40  | 43  | 46  | 49  | 49  | 49  | 52  | 52  | 52  | 55  | 58  | 58  | 58  | 58  | 58  | 61  | 64  |
| Servette   | 3  | 3  | 3  | 6  | 7  | 10 | 13 | 14 | 17 | 17  | 20  | 20  | 23  | 26  | 29  | 30  | 30  | 33  | 36  | 39  | 42  | 45  | 48  | 49  | 50  | 51  | 54  | 55  | 58  | 61  | 64  | 64  | 67  | 67  | 67  | 67  |

#### Classifiche di rendimento

##### Rendimento andata-ritorno
| Andata     | Andata | Ritorno    | Ritorno |
|            |        |            |         |
| Wohlen     | 37     | Lugano     | 38      |
| Lugano     | 36     | Servette   | 34      |
| Servette   | 33     | Sciaffusa  | 27      |
| Winterthur | 28     | Wohlen     | 27      |
| Losanna    | 28     | Winterthur | 25      |
| Wil        | 21     | Le Mont    | 24      |
| Sciaffusa  | 20     | Bienna     | 22      |
| Chiasso    | 19     | Chiasso    | 20      |
| Le Mont    | 15     | Wil        | 16      |
| Bienna     | 11     | Losanna    | 16      |

##### Rendimento casa-trasferta
| Casa       | Casa | Trasferta  | Trasferta |
|            |      |            |           |
| Lugano     | 42   | Wohlen     | 40        |
| Winterthur | 38   | Lugano     | 32        |
| Servette   | 37   | Sciaffusa  | 31        |
| Wohlen     | 24   | Servette   | 30        |
| Losanna    | 23   | Chiasso    | 22        |
| Wil        | 20   | Losanna    | 21        |
| Le Mont    | 20   | Le Mont    | 19        |
| Bienna     | 19   | Wil        | 17        |
| Chiasso    | 17   | Winterthur | 15        |
| Sciaffusa  | 16   | Bienna     | 14        |

#### Primati stagionali
Squadre
- Maggior numero di vittorie: Lugano (22)
- Maggior numero di pareggi: Bienna, Chiasso (12)
- Maggior numero di sconfitte: Bienna, Le Mont, Wil (17)
- Minor numero di vittorie: Bienna (7)
- Minor numero di pareggi: Wohlen (4)
- Minor numero di sconfitte: Lugano (6)
- Miglior attacco: Winterthur (65 gol fatti)
- Peggior attacco: Chiasso (30 gol fatti)
- Miglior difesa: Lugano (31 gol subiti)
- Peggior difesa: Wil (63 gol subiti)
- Miglior differenza reti: Lugano (+33)
- Peggior differenza reti: Chiasso (-19)
- Miglior serie positiva: Servette (14, 18ª-31ª)
- Peggior serie negativa: Le Mont (7, 17ª-23ª)
- Maggior numero di vittorie consecutive: Lugano (8, 23ª-30ª)

Partite
- Più gol (9):

Wohlen-Losanna 4-5, 9 maggio 2015
- Maggior scarto di gol (4): Lugano-Chiasso 5-1, Wil-Losanna 4-0, Winterthur-Servette 4-0, Sciaffusa-Chiasso 4-0, Wohlen-Bienna 4-0, Winterthur-Wil 4-0, Le Mont-Wil 4-0
- Maggior numero di reti in una giornata: 25 gol nella 32ª giornata
- Minor numero di reti in una giornata: 6 gol nella 14ª giornata
- Maggior numero di espulsioni in una giornata: 4 in 8ª giornata

### Individuali

#### Classifica marcatori
| Gol | Rigori |  | Giocatore            | Squadra    |
| --- | ------ |  | -------------------- | ---------- |
| 19  | 0      |  | Igor Tadić           | Sciaffusa  |
| 16  | 3      |  | Patrick Bengondo     | Winterthur |
| 15  | 0      |  | Paiva                | Winterthur |
| 13  | 2      |  | Cristian Florin Ianu | Losanna    |
| 12  | 0      |  | Davide Mariani       | Sciaffusa  |
| 12  | 0      |  | Simone Rapp          | Wohlen     |
| 11  | 2      |  | Marko Bašić          | Lugano     |
| 11  | 2      |  | Roman Buess          | Wohlen     |
| 10  | 0      |  | Samir Fazli          | Wil        |
| 10  | 0      |  | Johan Vonlanthen     | Servette   |
| 9   | 2      |  | Sergio Cortelezzi    | Lugano     |
| 9   | 0      |  | Samir Ramizi         | Wohlen     |
| 8   | 1      |  | Mërgim Brahimi       | Wohlen     |
| 8   | 4      |  | Orhan Mustafi        | Le Mont    |
| 8   | 5      |  | Alberto Regazzoni    | Chiasso    |
| 8   | 0      |  | Jocelyn Roux         | Servette   |

#### Media spettatori
| Club       | Pos. | Media | Totale | Abbonamenti |
| ---------- | ---- | ----- | ------ | ----------- |
| Servette   | 1    | 4 123 | 74 215 |             |
| Lugano     | 2    | 3 148 | 56 669 |             |
| Winterthur | 3    | 2 867 | 51 600 |             |
| Losanna    | 4    | 2 072 | 37 300 |             |
| Wil        | 5    | 1 305 | 23 490 |             |
| Sciaffusa  | 6    | 1 296 | 23 321 |             |
| Wohlen     | 7    | 1 266 | 22 795 |             |
| Bienna     | 8    | 1 209 | 21 753 |             |
| Chiasso    | 9    | 795   | 14 316 |             |
| Le Mont    | 10   | 561   | 10 100 |             |

#### Arbitri
- Luca Gut (18)
- Urs Schnyder (17)
- Roland Huwiler (15)
- Tomasz Superczynski (15)
- Nicolas Jancevski (14)
- Lukas Fähndrich (12)
- Pascal Erlachner (10)
- Fedayi San (9)
- Lionel Tschudi (8)
- Nikolaj Hänni (7)
- Vladimir Ovcharov (7)
- Sascha Amhof (6)

- Alain Bieri (6)
- Stephan Klossner (6)
- Sébastien Pache (6)
- Adrien Jaccottet (5)
- Zenel Musa (5)
- Sandro Schärer (5)
- Esther Staubli (4)
- Stéphan Studer (3)
- Khamis Al Marri (1)
- Abdulrahman Hussain (1)